# Milsons Point
Milsons Point är en stadsdel i Sydney, Australien.